# Parti socialiste (Porto Rico)
 (novembre 2023).
Si vous disposez d'ouvrages ou d'articles de référence ou si vous connaissez des sites web de qualité traitant du thème abordé ici, merci de compléter l'article en donnant les références utiles à sa vérifiabilité et en les liant à la section « Notes et références ».
Le Parti socialiste (en espagnol : Partido Socialista, PS) est un ancien parti politique de Porto Rico qui a existé de 1899 à 1956.

## Historique
Il est fondé le 18 juillet 1899 sous le nom de Parti travailliste (Partido Obrero), mais était aussi connu comme le Parti socialiste ouvrier (Partido Obrero Socialista) par Santiago Iglesias Pantin, pionnier du mouvement ouvrier à Porto Rico influencé par le Parti ouvrier socialiste d'Amérique. 

Il est officiellement refondé comme Parti socialiste le 21 mars 1915, dans la ville de Cayey. Il était à l'origine le bras politique de la Fédération libre des travailleurs, qui était la branche portoricaine de la Fédération américaine du travail. Le parti était lié au Parti socialiste d'Amérique.

Lors des élections à Porto Rico, le Parti socialiste a recueilli 24 468 votes en 1917 (14 pour cent) et 59 140 votes en 1920 (23,5 pour cent). Au fil du temps, Iglesias et les socialistes sont devenus plus en faveur de la transformation de la colonie en État des États-Unis et ont formé, en 1924, avec le Parti républicain de Porto Rico, lui aussi annexionniste, une alliance électorale connue sous le nom de Coalition qui a dominé la vie politique de l'île de 1932 à 1940.

Les socialistes ont remporté sept sièges à la convention constitutionnelle, qui se réunit de 1951 à 1952 pour préparer le nouveau statut de Porto Rico.

Le parti se dissous avant les élections en 1956, et les membres de la direction appellent à rejoindre le Parti populaire démocrate (PPD), partisan du nouveau statut.[réf. nécessaire]